# 艾因西迪阿利
34°09′25″N 1°32′30″E / 34.15694°N 1.54167°E
艾因西迪阿利（阿拉伯语：‎），是阿爾及利亞的城鎮，位於該國中部艾格瓦特省，由蓋勒提特西迪薩阿德區負責管轄，面積410平方公里，2008年人口10,486，人口密度每平方公里26人。